# Glória do Goitá
Glória do Goitá is een gemeente in de Braziliaanse deelstaat Pernambuco. De gemeente telt 28.289 inwoners (schatting 2009).
De gemeente grenst aan Feira Nova, Lagoa de Itaenga, Paudalho, Vitória de Santo Antão, Chã de Alegria en Passira.